# Acantholipes afar
Acantholipes afar is een vlinder van de familie van de spinneruilen (Erebidae), van de onderfamilie van de Erebinae. De wetenschappelijke naam van deze soort is voor het eerst voorgesteld door Bernard Laporte in een publicatie uit 1991.
De soort komt voor in Djibouti.